# Gerald Bull
Gerald Vincent Bull (ur. 9 marca 1928, zm. 22 marca 1990) – kanadyjski inżynier, ekspert w dziedzinie balistyki, czołowa postać w rozwoju współczesnej artylerii dalekiego zasięgu.
Uczestniczył przy wielu projektach dla wojska, w tym nad możliwościami wystrzelenia satelity przy użyciu działa (projekt „HARP”). Końcowy i niedokończony jego projekt (projekt Babylon) to superdziało, realizowany dla rządu Iraku pod koniec lat 80. Zginął, zastrzelony przed drzwiami swojego apartamentu w Brukseli. Nie ustalono sprawców czy zleceniodawców zamachu. Wiele źródeł oskarża Mosad, choć wspomina się również o służbach amerykańskich.